# Anna O. Shepard
Pour les articles homonymes, voir Shepard.
Anna Osler Shepard (9 mai 1903 - 19 juillet 1971) est une archéologue américaine spécialiste de la céramique mésoaméricaine et du Sud-Ouest des États-Unis. 

## Biographie
En 1926, elle obtient un baccalauréat universitaire à l'université du Nebraska. En 1930, elle effectue des recherches sur l'optique cristalline au Claremont Colleges. En 1937, Elle étudie la spectroscopie chimique à l'université de New York. En 1940 , elle étudie au Massachusetts Institute of Technology et en 1942, elle achève son doctorat à l'Université du Colorado à Boulder. Elle est pionnière dans l’analyse pétrographique (description et analyses des roches) appliquée aux poteries archéologiques. Cette technique lui permet notamment de déterminer avec exactitude leur lieu d’origine. Elle a démontré également que les femmes Anasazis ont produit énormément de poterie pour faire du troc dans la région. Elle a également analysé le pigment Bleu maya ainsi que les poteries luisantes plumbate de la période postclassique au Mexique. Son ouvrage Ceramics for the Archaeologist, publié in 1956, sert toujours de référence pour les archéologues intéressés par la céramique. Ses publications et ses collections de céramiques sont conservées au muséum d'histoire naturelle de l'Université du Colorado.

## Publications
- Bishop, Ronald L. and Frederick W. Lange, editors (1991). The Ceramic Legacy of Anna O. Shepard. University Press of Colorado, Boulder.
- Morris, Elizabeth Ann (1974). Anna O. Shepard 1903-1971. American Antiquity 39:448-451.
- Shepard, Anna O. (1948). Plumbate, a Mesoamerican Trade Ware. No. 573, Carnegie Institution of Washington, Washington, D.C.
- Shepard, Anna O. (1956). Ceramics for the Archaeologist. No. 609, Carnegie Institution of Washington, Washington, D.C.
- Shepard, Anna O. (1965).Rio Grande glaze-paint pottery: a test of petrographic analysis.